# Programador
Un programador és aquella persona que es dedica a programar programari pels ordinadors. Un programador ho pot ser per afició o com a professió. No s'ha de confondre un programador amb un desenvolupador de programari, que no necessàriament programa.
Ada Lovelace va ser la primera persona de la història en crear el concepte de programari i desenvolupar-ne un, establir-ne les bases (incloent les crides amb el símbol &, les iteracions, els missatges d'error, etc.), el mètode de targetes perforades (sistema binari, de forat o no forat, zero o u) com les de Jacquard, i els usos que podria tenir un ordinador, no només dedicat al càlcul numèric per a usos matemàtics sinó que també podria fer imatges i sons, i per exemple compondre i reproduir música per mitjà de programari.